# 明潭發電廠湖山機組

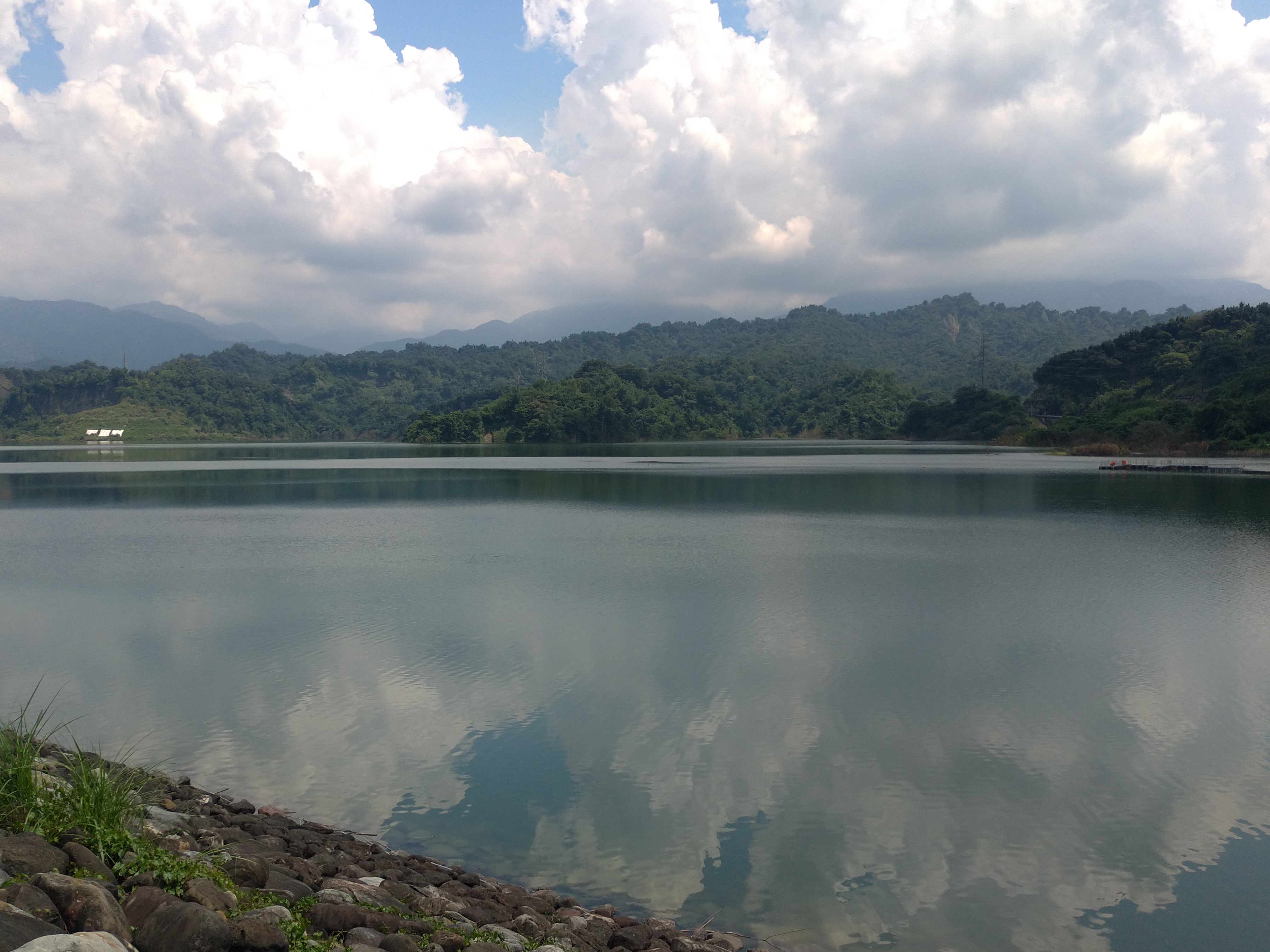
湖山水庫庫容區。

明潭發電廠湖山機組位於臺灣雲林縣斗六市及古坑鄉，又稱為湖山水庫小水力發電廠，由位在南投縣水里鄉的台灣電力公司明潭發電廠遠端遙控操作與維護，該發電廠係利用經濟部水利署中區水資源局所管轄之湖山水庫出水工至下游穩壓池之間的落差進行發電，每年減少二氧化碳排放量約4,486噸。

## 沿革

### 背景
湖山水庫於2001年1月30日奉中華民國行政院核定實施的水資源開發計畫，其目的在於減緩雲林地區沿海水產養殖業者抽取地下水致使地層下陷的狀況，湖山水庫為一離槽水庫，利用清水溪設置之桶頭攔河堰將溪水攔截，引流至湖山水庫蓄存，2002年起動工，期間經歷八色鳥生態環保及梅林遺址等爭議而停工，後續再於2006年復工，於2016年4月起開始蓄水啟用。
湖山水庫本身早期設計規畫之初並沒有加入水力發電之計畫，因應中央政府推動之再生能源政策，台灣電力公司著手進行全臺灣小水力發電開發之研究，並擬定與經濟部中區水資源局合作開發轄下既有水利設施的小水力發電廠，包含現已動工興建的苗栗縣鯉魚潭水庫卓蘭發電廠景山分廠、集集攔河堰南岸聯絡渠道小水力開發，以及湖山水庫小水力發電廠等計畫。

### 計畫
湖山水庫水力發電計畫係利用湖山水庫依斜式取水塔經610公尺長輸水隧道，至當初施工期間預留的盲蓋封口處，新設控制閥一組，再經一條164.4公尺長，採明挖覆蓋工法的地下壓力鋼管引流至占地0.03公頃的地面式廠房，廠內裝設一部1.95MW的橫軸法蘭西斯式水輪發電機，發電後的尾水排放回既有的穩壓池，供應下游臺灣自來水公司給水廠使用，年發電量約8百零9萬度。
湖山水庫小水力發電計畫由台灣電力公司轄下之營建處負責開發，並將集集攔河堰南岸聯絡渠道小水利發電開發計畫合併到本案一起對外招標興建團隊，於2018年12月27日完成招標，由南寧工程公司及彥韋營造工程公司共同投標，湖山水庫小水力投資金額為新臺幣1億7000萬元，加總集集攔河堰南岸小水力在內的投資金額則是新臺幣7億5千6百萬元。
2019年2月12日湖山水庫小水力發電計畫通過行政院環保署環境影響評估審查，台灣電力公司方面計畫在2019年動工，預估工期會耗費2年時間，預計將在2021年6月與電力系統併聯商轉，同年底完成所有工程項目。

### 施工
台電公司將湖山小水力與集集南岸二小水力發電計畫合併為一案公開招標，由綜合施工處主辦，並由南寧工程公司得標施作，因施工期間遭逢新型冠狀病毒疫情影響，加上臺灣出現缺工，原物料上漲狀況，故原先預定2021年竣工之期程延後至2022年5月，2022年7月開始商轉。

### 完工
2023年4月明潭發電廠湖山機組正式取得經濟部能源局之電業執照審查，正式開始商轉發電，電廠採無人駐廠模式，由南投縣水里鄉的明潭發電廠控制室進行機組遠端啟停作業。僅每週派員入廠巡檢。

## 設施

### 發電機組
| 名稱   | 發電機型號                | 水輪機型號                             | 機組數量 | 發電方式 | 有效落差（公尺） | 單一機組用水量（CMS） | 容量（MW） | 位置                 | 商轉日期  | 狀態   |
| ------ | ------------------------- | -------------------------------------- | -------- | -------- | ---------------- | --------------------- | ---------- | -------------------- | --------- | ------ |
| 一號機 | 捷克TES製交流式同步發電機 | 奥地利安德里茨公司橫軸法蘭西斯式水輪機 | 1        | 水庫式   | 54.87            | 3.9CMS                | 1.95MW     | 雲林縣古坑鄉湖山水庫 | 2023年4月 | 施工中 |

### 輸電設施
因應「台灣電力公司再生能源發電系統併聯技術要點」湖山機組所生產之電力，從發電廠開關場經主變壓器、GIS氣體絕緣開關等電氣設備後，引接至台電公司之11.4KV配電系統，輸送到斗六工業區內的斗工一次配電變電所供台電電力調度使用。

## 資料來源
1. 1 2 3 4   (PDF). 台灣電力公司. 2017-12-28  [2019-04-01]. （原始内容存档 (PDF)于2022-04-14） （中文（臺灣））.
2. 1 2  李宛澍、王舜薇、黃郁晴、陳歆怡、紅藍創意團隊. . 台電月刊.   [2022-04-14] （中文（臺灣））.
3. 1 2 3  陳文姿. . 環境資訊中心. 2019-02-12  [2019-04-01]. （原始内容存档于2023-02-03） （中文（臺灣））.
4. ↑  華智豪. . 風傳媒. 2016-07-01  [2019-04-01]. （原始内容存档于2022-04-21） （中文（臺灣））.
5. ↑   (PDF). 行政院環保署. 2018-12  [2019-04-01]. （原始内容存档 (PDF)于2022-04-14） （中文（臺灣））.
6. 1 2  . 國家發展委員會.   [2019-04-01]. （原始内容存档于2022-04-15） （中文（臺灣））.
7. ↑  王威雄. . 公視新聞網. 2019-02-13  [2019-04-01]. （原始内容存档于2022-04-15） （中文（臺灣））.
8. ↑  . 公共工程委員會. 2019-02-13  [2019-04-01]. （原始内容存档于2020-02-16） （中文（臺灣））.
9. ↑   (PDF). 水利署中區水資源局. 2016-12  [2019-04-01]. （原始内容存档 (PDF)于2022-01-22） （中文（臺灣））.